# Pehlin
Pehlin (italienska: San Giovanni) är ett lokalnämndsområde och stadsdel i Rijeka i Kroatien.  

## Geografi
Pehlin gränsar till lokalnämndsområdena Sveti Nikola och Turnić i söder, Zamet i sydväst, Gornji Zamet i väster, Podmurvice i sydöst och Škurinje i öster. I norr gränsar stadsdelen mot bosättningen Marinići i Viškovos kommun. I sydväst avgränsas lokalnämndsområdet av Rijekas ringled, en del av motorvägen A7. 

## Byggnader och anläggningar (urval)
- Rijekas moské
- Rujevicastadion
- Pehlins grundskola